# Mojzesz Lejbowski
Mojzesz Lejbowski, né dans l'Empire russe, dans le shtetl de Navahroudak à 155 kilomètres à l'ouest de Minsk dans l'actuelle Biélorussie le 17 mars 1876. Élève d’Ivan Troutnev à Vilnius, Lejbowski étudie également et pratique la peinture à Paris. En 1940, il est de nouveau à Vilnius où il préside la Société des Artistes Juifs de cette même ville. Il y fonde une école de dessin. Il meurt durant l’occupation nazie dans le ghetto de Vilnius sans que la date de 1942 ou 1943 soit assurée.